# 小行星1978
小行星1978（1978 Patrice）是一颗围绕太阳公转的小行星。1971年6月13日，珀斯天文台在珀斯天文台发现了此天体。
該小行星以澳大利亞天文學家丹尼斯·N·哈伍德（Dennis N. Harwood）的女兒帕特里斯·哈伍德（Patrice Harwood）命名。
这颗小行星的绝对星等为268.4663303489671等。